# Owl (AOL)
Owl là một trang web nội dung do người dùng tạo tồn tại trong thời gian ngắn được AOL tạo ra vào năm 2010. Trang web được quảng bá là "thư viện sống động, nơi các kiến thức, ý kiến và hình ảnh hữu ích được đăng tải từ các chuyên gia trên toàn thế giới". Ít nhất một số nội dung là của những người đóng góp được trả tiền.
Tính đến  năm 2021, URL của trang web liên kết đến một trang web trống của Yahoo!.